# Janusz Ruszkowski
Janusz Stanisław Ruszkowski (ur. 23 lipca 1962 w Pełczycach) – polski profesor nauk humanistycznych w zakresie politologii, nauczyciel akademicki.

## Życiorys
W 1985 ukończył studia historyczne na Uniwersytecie Szczecińskim i w tym samym roku rozpoczął pracę na macierzystej uczelni. 15 kwietnia 1993 obronił pracę doktorską Opozycyjna rola kościoła ewangelickiego Niemieckiej Republiki Demokratycznej w latach 1971-1989 napisaną pod kierunkiem Marka Baumgarta. W 1993 otrzymał medal Amicus Scientiae et Veritatis przyznany przez Szczecińskie Towarzystwo Naukowe.
W 2003 habilitował się na podstawie pracy Kościół katolicki w zjednoczonych Niemczech, a w 2012 nadano mu tytuł profesora w zakresie nauk humanistycznych.
W latach 1999–2001 był wicedyrektorem Ośrodka Integracji z UE Uniwersytetu Szczecińskiego, w latach 2002-2003 dyrektorem Centrum Europejskiego US, w latach 2002–2005 wicedyrektorem, a od 2005 do 2020 dyrektorem Instytutu Politologii i Europeistyki (później Instytutu Nauk o Polityce I Bezpieczeństwie US. W latach 1995–2007 kierował Zakładem Stosunków Międzynarodowych i Europeistyki im. J. Monneta, od 2019 kieruje Katedrą Studiów Międzynarodowych i Europejskich.
Pracował też w Wyższej Szkole Humanistycznej Towarzystwa Wiedzy Powszechnej w Szczecinie na Wydziale Zamiejscowym w Szczecinie na stanowisku profesora w Wyższej Szkole Integracji Europejskiej w Szczecinie oraz w Katedrze Nauk Społecznych na Wydziale Humanistycznym Szczecińskiej Szkoły Wyższej Collegium Balticum.
Został członkiem Komitetu Nauk Politycznych PAN. Wybrany został w skład tego komitetu także na kadencję 2020–2023.
Był prorektorem Szczecińskiej Szkoły Wyższej Collegium Balticum.